# Real Zaragoza 2003-2004
Questa voce raccoglie le informazioni riguardanti il Real Saragozza nelle competizioni ufficiali della stagione 2003-2004

## Stagione
Il club aragonese torna nella massima serie grazie al secondo posto ottenuto nella stagione precedente in Segunda División.
In estate arrivano diversi giocatori importanti: Dallo Sporting Gijón arriva David Villa, mentre dall'Argentina arrivano Leonardo Ponzio e Gabriel Milito. Per la prima volta dal 1990 nella rosa del club non c'è Xavier Aguado.
In campionato gli aragonesi raggiungono il dodicesimo posto, mentre in Coppa del Re sono i protagonisti e raggiungono la vittoria.
Il loro cammino inizia ai trentaduesimi di finale, contro il modesto Mirandés. Il club di Miranda de Ebro non affronta una squadra della massima serie da doci anni e il Real Saragozza è dato come favorito.
All'Estadio Anduva non ci sono sorprese e il Real Saragozza passa il turno grazie ai gol di Soriano ed Espadas. Nel turno successivo, in casa del Salamanca, la partita è più combattuta e si decide soltanto ai tempi supplementari, quando Luciano Galletti regala la vittoria agli aragonesi.
Agli Ottavi di finale gli aragonesi si impongono per 3-1 sugli andalusi del Betis alla Romareda grazie a una doppietta di Drulić e a un gol di Vellisca.
Il 22 gennaio, al Camp Nou, il Real Saragozza batte il Barcellona grazie a un rigore realizzato al 90' da David Villa.
Al ritorno i catalani passano in vantaggio con Luis Garcia ma un gol di Yordi nel secondo tempo manda il Real Saragozza alle semifinali.
Gli aragonesi si contendono l'accesso alla finale con il Deportivo Alavés, club della Segunda División finalista in Coppa UEFA 2000-2001 nel 2001. A Vitoria i padroni di casa vanno in vantaggio con Vučko ma il Real Saragozza pareggia grazie a un gol del brasiliano Sávio allo scadere del secondo tempo.
A Saragozza la partita finisce a reti inviolate e così i neopromossi raggiungono la finale, che si gioca allo stadio olimpico Lluís Companys di Barcellona. Gli avversari sono i campioni di Spagna del Real Madrid, che nella stagione precedente avevano vinto il campionato.
Nel primo tempo il Real Madrid passa in vantaggio grazie a una rete realizzata da Beckham ma gli aragonesi rimontano il risultato con i gol di Daniel García Lara e David Villa. All'inizio del secondo tempo Roberto Carlos porta il risultato sul 2-2. La partita finisce in parità e si va ai tempi supplementari.
Al 110' Luciano Galletti segna il gol che sconfigge i Galacticos e regala agli aragonesi la sesta Coppa del Re della loro storia.

## Rosa
| N. |                      | Ruolo | Calciatore       |
| -- | -------------------- | ----- | ---------------- |
| 1  | Spagna (bandiera)    | P     | César Láinez     |
| 2  | Spagna (bandiera)    | D     | Jordi Ferrón     |
| 3  | Perù (bandiera)      | D     | Miguel Rebosio   |
| 4  | Spagna (bandiera)    | D     | Luis Cuartero    |
| 5  | Brasile (bandiera)   | D     | Álvaro           |
| 6  | Argentina (bandiera) | D     | Gabriel Milito   |
| 7  | Argentina (bandiera) | A     | Luciano Galletti |
| 8  | Spagna (bandiera)    | C     | Cani             |
| 9  | Spagna (bandiera)    | A     | Yordi            |
| 10 | Brasile (bandiera)   | C     | Sávio            |
| 11 | Spagna (bandiera)    | C     | Martín Vellisca  |
| 12 | Paraguay (bandiera)  | D     | Delio Toledo     |
| 13 | Spagna (bandiera)    | A     | Juanele          |
| 14 | Argentina (bandiera) | C     | Leonardo Ponzio  |
| 15 | Spagna (bandiera)    | C     | Corona           |

| N. |                                | Ruolo | Calciatore                |
| -- | ------------------------------ | ----- | ------------------------- |
| 16 | Spagna (bandiera)              | C     | Pablo Díaz                |
| 17 | Spagna (bandiera)              | C     | José María Movilla        |
| 17 | Spagna (bandiera)              | A     | Ibán Espadas              |
| 18 | Serbia e Montenegro (bandiera) | A     | Goran Drulić              |
| 19 | Spagna (bandiera)              | C     | Jesús Muñoz               |
| 20 | Spagna (bandiera)              | A     | David Villa               |
| 21 | Spagna (bandiera)              | C     | David Almazán Abril       |
| 22 | Spagna (bandiera)              | A     | Iñaki Hurtado             |
| 23 | Spagna (bandiera)              | A     | Daniel García Lara        |
| 23 | Spagna (bandiera)              | A     | Francisco Jémez Martín    |
| 24 | Spagna (bandiera)              | C     | Fernando Soriano          |
| 25 | Spagna (bandiera)              | P     | Raúl Valbuena             |
| 27 | Spagna (bandiera)              | C     | David Generelo            |
| 30 | Spagna (bandiera)              | P     | Jorge Zaparaín            |
| 32 | Spagna (bandiera)              | D     | Manuel Borja Calbar Simón |

## Calciomercato

### Sessione estiva
| Acquisti | Acquisti        | Acquisti          | Acquisti   |
| R.       | Nome            | da                | Modalità   |
| -------- | --------------- | ----------------- | ---------- |
| D        | Gabriel Milito  | Independiente     | definitivo |
| D        | Álvaro          | Las Palmas        | definitivo |
| C        | Leonardo Ponzio | Newell's Old Boys | definitivo |
| C        | Sávio           | Real Madrid       | definitivo |
| A        | David Villa     | Sporting Gijón    | definitivo |

| Cessioni | Cessioni                 | Cessioni          | Cessioni   |
| R.       | Nome                     | a                 | Modalità   |
| -------- | ------------------------ | ----------------- | ---------- |
| P        | Miguel Martínez de Corta | Zamora CF         | prestito   |
| C        | Slobodan Komljenović     | Wacker Burghausen | definitivo |
| C        | Xavier Aguado            |                   | ritirato   |
| C        | Santiago Aragón          |                   | ritirato   |
| C        | Constantin Gâlcă         | Almería           | definitivo |
| A        | Jamelli                  | Corinthians       | definitivo |
| A        | Alen Peternac            |                   | svincolato |
| A        | Mate Bilić               | Sporting Gijón    | prestito   |

### Sessione invernale
| Acquisti | Acquisti           | Acquisti        | Acquisti   |
| R.       | Nome               | da              | Modalità   |
| -------- | ------------------ | --------------- | ---------- |
| D        | José María Movilla | Atlético Madrid | prestito   |
| D        | Daniel García Lara | Barcellona      | definitivo |

| Cessioni | Cessioni               | Cessioni       | Cessioni   |
| R.       | Nome                   | a              | Modalità   |
| -------- | ---------------------- | -------------- | ---------- |
| A        | Francisco Jémez Martín | Rayo Vallecano | definitivo |
| A        | Ibán Espadas           | Cadice         | prestito   |

## Risultati

### Coppa del Re

#### Trentaduesimi di finale
| Arbitro: | Miguel Ángel Pérez Lasa |

|          |           |                         |
| Tino 77’ | Marcatori | 48’ Soriano 90’ Espadas |

#### Sedicesimi di finale
| Arbitro: | Alfonso Pino Zamorano |

|                    |           |                                     |
| Gañán 66’ Tuni 75’ | Marcatori | 33’ Villa 40’ Hurtado 118’ Galletti |

#### Ottavi di finale
| Arbitro: | Eduardo Iturralde Gonzalez |

|                              |           |             |
| Drulić 50’ (89) Vellisca 82’ | Marcatori | 56’ Joaquín |

| Arbitro: | Javier Turienzo Álvarez |

|                       |           |                  |
| Fernando Fernández 9’ | Marcatori | 90’ (rig.) Villa |

#### Quarti di finale
| Barcellona 22 gennaio 2004, ore Andata             | Barcellona | 0 – 1 referto    | Real Saragozza | Camp Nou (46.506 spett.) |
| \| \| \| \| \| \| Marcatori \| 90’ (rig.) Villa \| |            |                  |                |                          |
|                                                    |            |                  |                |                          |
|                                                    | Marcatori  | 90’ (rig.) Villa |                |                          |

| Arbitro: | Alberto Undiano Mallenco |

|           |           |                 |
| Yordi 72’ | Marcatori | 12’ Luis Garcia |

#### Semifinali
| Arbitro: | Rafael Ramírez Domínguez |

|           |           |           |
| Vučko 17’ | Marcatori | 89’ Sávio |

| Saragozza 12 febbraio 2004, ore Ritorno | Real Saragozza         | 0 – 0 referto | Deportivo Alavés | La Romareda (32.000 spett.)\| Arbitro: \| Manuel Mejuto González \| |
| Arbitro:                                | Manuel Mejuto González |               |                  |                                                                     |

#### Finale
| Arbitro: | Fernando Carmona Mendez |

|                                |           |                                         |
| Beckham 23’ Roberto Carlos 47’ | Marcatori | 28’ Dani 44’ (rig.) Villa 110’ Galletti |

## Statistiche di squadra
| Competizione     | Punti | In casa | In casa | In casa | In casa | In casa | In casa | In trasferta | In trasferta | In trasferta | In trasferta | In trasferta | In trasferta | Totale | Totale | Totale | Totale | Totale | Totale | DR |
| Competizione     | Punti | G       | V       | N       | P       | Gf      | Gs      | G            | V            | N            | P            | Gf           | Gs           | G      | V      | N      | P      | Gf     | Gs     | DR |
| ---------------- | ----- | ------- | ------- | ------- | ------- | ------- | ------- | ------------ | ------------ | ------------ | ------------ | ------------ | ------------ | ------ | ------ | ------ | ------ | ------ | ------ | -- |
| Primera División | 48    | 19      | 7       | 7       | 5       | 25      | 20      | 19           | 6            | 2            | 11           | 21           | 35           | 38     | 13     | 9      | 16     | 46     | 55     | -9 |
| Coppa del Re     | -     | 3       | 1       | 2       | 0       | 4       | 2       | 5            | 3            | 2            | 0            | 8            | 5            | 9      | 5      | 4      | 0      | 15     | 9      | +6 |
| Totale           | -     | 22      | 8       | 9       | 5       | 29      | 22      | 24           | 9            | 4            | 11           | 29           | 40           | 47     | 18     | 13     | 16     | 61     | 64     | -3 |

### Statistiche dei giocatori
| Giocatore     | Primera División | Primera División | Primera División | Primera División | Coppa del Re | Coppa del Re | Coppa del Re | Coppa del Re | Totale   | Totale | Totale      | Totale     |
| Giocatore     | Presenze         | Reti             | Ammonizioni      | Espulsioni       | Presenze     | Reti         | Ammonizioni  | Espulsioni   | Presenze | Reti   | Ammonizioni | Espulsioni |
| ------------- | ---------------- | ---------------- | ---------------- | ---------------- | ------------ | ------------ | ------------ | ------------ | -------- | ------ | ----------- | ---------- |
| D. Almazán    | 23               | 0                | 8                | 0                | 4            | 0            | 0            | 0            | 27       | 0      | 8           | 0          |
| Álvaro        | 36               | 4                | 8                | 1                | 5            | 0            | 3            | 0            | 41       | 4      | 11          | 1          |
| Cani          | 32               | 4                | 4                | 0                | 6            | 0            | 4            | 1            | 38       | 4      | 8           | 1          |
| Capi          | 1                | 0                | 0                | 0                | 0            | 0            | 0            | 0            | 1        | 0      | 0           | 0          |
| Corona        | 17               | 0                | 2                | 0                | 4            | 0            | 0            | 0            | 21       | 0      | 2           | 0          |
| L. Cuartero   | 24               | 0                | 9                | 2                | 7            | 0            | 3            | 0            | 31       | 0      | 12          | 2          |
| Dani          | 15               | 2                | 0                | 0                | 3            | 1            | 0            | 0            | 18       | 3      | 0           | 0          |
| G. Drulić     | 11               | 1                | 1                | 0                | 6            | 2            | 0            | 0            | 17       | 3      | 1           | 0          |
| I. Espadas    | 7                | 0                | 0                | 0                | 2            | 0            | 0            | 0            | 9        | 0      | 0           | 0          |
| J. Ferrón     | 3                | 0                | 1                | 0                | 5            | 0            | 1            | 1            | 8        | 0      | 2           | 1          |
| L. Galletti   | 34               | 3                | 11               | 8                | 2            | 1            | 0            | 0            | 36       | 4      | 11          | 8          |
| D. Generelo   | 18               | 2                | 7                | 1                | 7            | 0            | 2            | 0            | 25       | 2      | 9           | 1          |
| Iñaki Hurtado | 10               | 0                | 0                | 0                | 3            | 1            | 0            | 0            | 13       | 1      | 0           | 0          |
| Juanele       | 6                | 0                | 1                | 0                | 1            | 0            | 1            | 0            | 7        | 0      | 2           | 0          |
| C. Laínez     | 31               | -44              | 3                | 0                | 8            | -7           | 2            | 0            | 39       | -51    | 5           | 0          |
| G. Milito     | 35               | 0                | 9                | 1                | 9            | 0            | 4            | 0            | 44       | 0      | 13          | 1          |
| Movilla       | 15               | 0                | 4                | 0                | 3            | 0            | 3            | 0            | 18       | 0      | 7           | 0          |
| J. Muñoz      | 5                | 0                | 1                | 0                | 0            | 0            | 0            | 0            | 5        | 0      | 1           | 0          |
| Paco          | 1                | 0                | 0                | 0                | 0            | 0            | 0            | 0            | 1        | 0      | 0           | 0          |
| L. Ponzio     | 35               | 3                | 15               | 1                | 8            | 0            | 3            | 0            | 43       | 3      | 18          | 1          |
| M. Rebosio    | 27               | 1                | 4                | 0                | 5            | 0            | 0            | 0            | 32       | 1      | 4           | 0          |
| Sávio         | 29               | 2                | 1                | 0                | 5            | 1            | 1            | 0            | 34       | 3      | 2           | 0          |
| F. Soriano    | 24               | 2                | 9                | 0                | 3            | 1            | 0            | 0            | 27       | 3      | 9           | 0          |
| D. Toledo     | 23               | 3                | 6                | 1                | 4            | 0            | 0            | 0            | 27       | 3      | 6           | 1          |
| R. Valbuena   | 7                | -10              | 0                | 0                | 2            | -2           | 0            | 0            | 9        | -12    | 0           | 0          |
| M. Vellisca   | 5                | 0                | 0                | 0                | 3            | 1            | 0            | 0            | 8        | 1      | 0           | 0          |
| J. Zaparaín   | 1                | -1               | 0                | 0                | 0            | 0            | 0            | 0            | 1        | -1     | 0           | 0          |